# Metro Trains Melbourne

Overzicht van spoorlijnen in Melbourne. (2019)

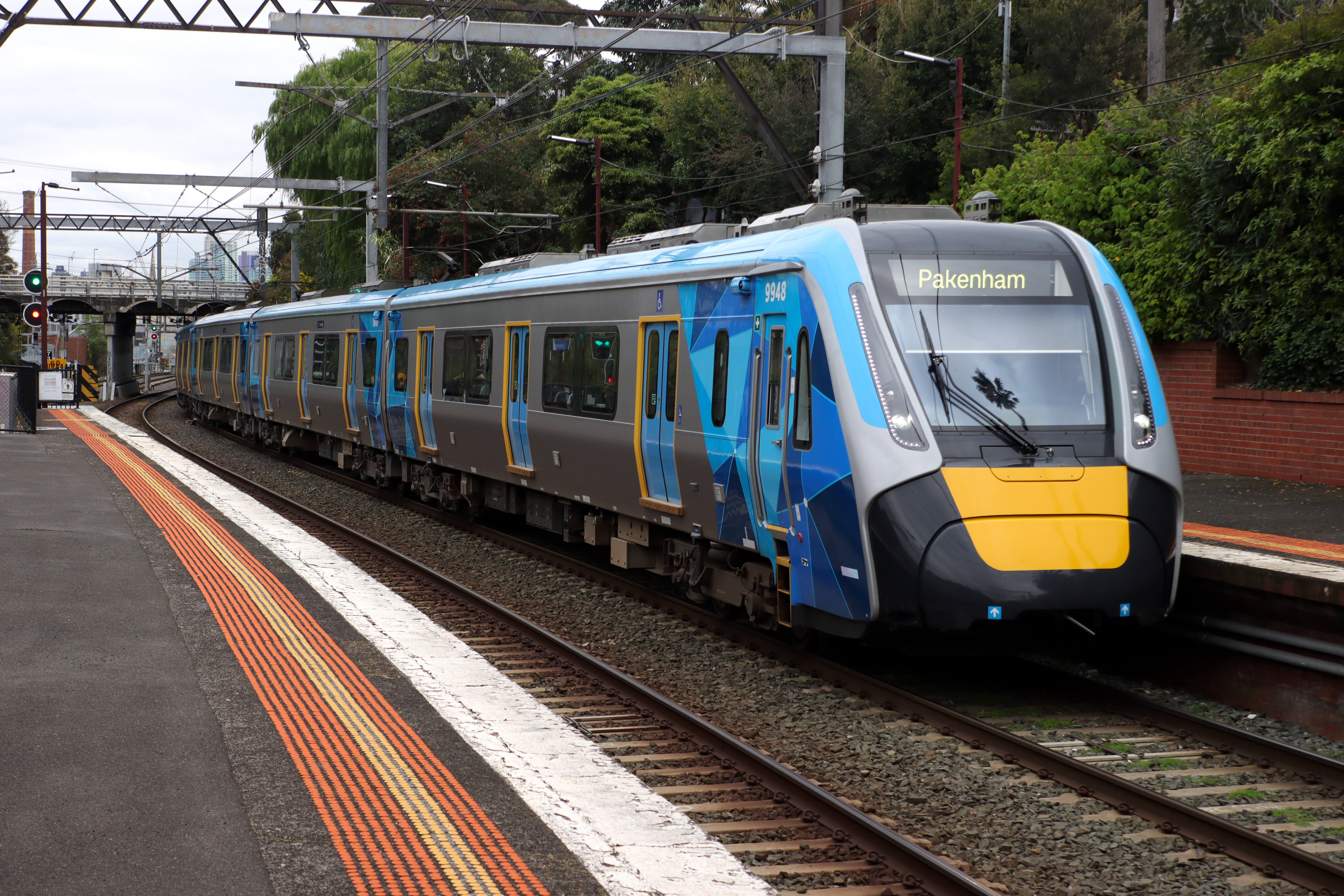
Type High Capacity Metro Train

Metro Trains Melbourne (in de markt gezet als Metro) is het netwerk van voorstadspoorlijnen in de regio van de stad Melbourne. Het net gebruikt breedspoor van 1.600 mm en is circa 430 km lang. De eerste lijn ging van start in 1854 maar pas met de ingebruikname van de City Loop tussen 1981-85 (met drie nieuwe ondergrondse stations kreeg het net meer het karakter van een metro. De in 2025 verwachte opening van de Metro Tunnel zal dit proces versterken. Het materieel bestaat uit meer dan 500 driedelige treinsets van drie bak (trein)ken.